# Neololeba hirsuta
Neololeba hirsuta är en gräsart som först beskrevs av Richard Eric Holttum, och fick sitt nu gällande namn av Elizabeth A. Widjaja. Neololeba hirsuta ingår i släktet Neololeba och familjen gräs. Inga underarter finns listade i Catalogue of Life.